# 10430 Martschmidt
10430 Martschmidt este un asteroid din centura principală, descoperit pe 24 septembrie 1960, de Cornelis van Houten și Ingrid van Houten-Groeneveld.